# Passarela Nego Quirido
A Passarela Nego Quirido, oficialmente Passarela Nego Querido, é o sambódromo de Florianópolis. Localiza-se no bairro Prainha.
Foi inaugurada em 1989 na gestão do prefeito Edison Andrino. Seu nome original seria Passarela Pedro Medeiros, em homenagem ao vereador Pedro Medeiros. No entanto, preferiu-se, mais tarde, homenagear alguém que tivesse alguma relação direta com o Carnaval, daí a passarela ganhou o nome de Juventino João dos Santos Machado um sambista da cidade, fundador da escola de samba Copa Lord.